# Alain Giresse
Alain Jean Giresse (Langoiran, Francia, 2 de agosto de 1952) es un exfutbolista y actual entrenador francés.
Alain Giresse, de 163 centímetros de estatura, se impuso en los años 1970 y 80 como uno de los más grandes centrocampistas de la historia de la selección francesa. Junto a su compañero Michel Platini, fue uno de los artífices de la consecución del primer título del fútbol francés, la Eurocopa 1984, y de la histórica semifinal alcanzada en la Copa Mundial de 1982 realizada en España y luego el tercer puesto en México de la Copa Mundial de 1986.

## Carrera como jugador
Además de protagonizar una carrera ejemplar con el Girondins de Bordeaux, en la que conquistó dos ligas, entró en la leyenda como parte del “cuadrado mágico” del mediocampo de los Bleus, con Michel Platini, Luis Fernández y Jean Tigana. 
El joven Alain, oriundo de Langoiran, 25 km al sudeste de Burdeos, se incorporó a la cantera del Girondins siendo un adolescente, cuando ya había seguido una formación como carpintero. Con apenas 18 años, el 12 de octubre de 1970, debutó en la primera división contra el Nîmes Olympique empatando (1-1). Sin embargo, la gloria estaba todavía distante para este pequeño organizador de juego. Aunque su calidad fue reconocida enseguida por todo el mundo, le costaba trabajo impulsar a su equipo. 
Durante aquella época el Girondins estaba lejos de los pesos pesados de entonces, AS Saint-Étienne, FC Nantes y Olympique de Marsella, que acaparaban los trofeos de Francia. El equipo bordelés luchaba más bien por conservar la categoría, una situación que no era la ideal para que un joven desarrollase su talento. A pesar de eso, Giresse se consolidó como jefe de la línea medular, ejerciendo funciones de organizador y destacando a través de su exquisita técnica y una increíble visión de juego. La situación no tardaría en cambiar, a raíz de la llegada a Burdeos de Claude Bez, el presidente que convertiría a su club en el número uno de la liga francesa. Con Aimé Jacquet como entrenador y Giresse a la batuta sobre el césped, el Girondins de Marius Trésor, Bernard Lacombe y Jean Tigana se convirtió en el grande indiscutible del fútbol francés. Más líder que nunca, en 1984 condujo al Burdeos a su primer título de liga desde 1950.
Un año más tarde, llegó un nuevo título en el Burdeos, y una semifinal de la Copa de Europa. “Nos sentíamos tan fuertes que antes de entrar al campo sabíamos casi siempre que íbamos a ganar”, confiesa Giresse, que mediante un genial tiro bombeado dio también la Copa de Francia al Burdeos en 1986, frente al Marsella. Su balance con el Girondins es excepcional, y su influencia durante 18 temporadas marcó la trayectoria del club azul marino. 
Tras una experiencia de dos campañas en el Olympique de Marsella (1986-1988) al final de su carrera (67 partidos y cinco goles), el 4 de junio de 1988, al finalizar el encuentro del Olympique de Marsella contra el AS Mónaco (2-0), anunció su retirada, subrayando: “Un deportista tiene su orgullo. Prefiere irse antes de que le propongan dejarlo”. 

## Selección nacional
Giresse fue internacional con la selección de Francia en 47 partidos marcando seis goles en total.
Se estrenó como internacional el 7 de septiembre de 1974, en Polonia. “Aquel primer partido contra Polonia es un recuerdo cargado de emoción”, afirma. “Alcanzar el nivel internacional suponía una culminación, y aquel primer encuentro terminó con victoria por 0-2 a domicilio. Formábamos parte de una generación que yo calificaría como más espontánea, porque los centros de formación aún no existían”. 
El debut fue un éxito, pero a continuación tendría que esperar tres largos años hasta la siguiente convocatoria, cuando Michel Hidalgo recurrió a él en un Suiza-Francia, que los franceses ganaron 4-0, y una gira por Sudamérica en la que se midieron con Argentina (0-0) y Brasil (2-2) en el Maracaná. A pesar de su buena performance no fue seleccionado para la Copa Mundial de la FIFA Argentina 1978, algo que sigue lamentando a día de hoy. Dice Giresse “En los años 70, no se me prestaba demasiada atención, aunque había tenido varias grandes temporadas…”. El avance colectivo del Girondins de Bordeaux y sus grandes performances en Francia, hizo que las individualidades bordelesas destacasen todavía más. Giresse, olvidado durante mucho tiempo en las convocatorias, pasó a ser de repente uno de los puntales de la selección francesa. 
Tenía casi 30 años cuando llegó a España 1982, pero aún le quedaba todo un futuro por delante con los "Bleus". Realizó un torneo colosal. En la segunda ronda se despachó con 2 golazos frente a Irlanda del Norte (4-1), uno de ellos de cabeza frente a los grandotes defensas norirlandeses. En la semifinal frente a Alemania Federal, anotó el gol del 3-1 en la prórroga. Gigi, embargado por una alegría indescriptible, creyó que había situado a los "Bleus" en la final, aunque Karl-Heinz Rummenigge, Klaus Fischer y la derrota en la tanda de penaltis acabarían con ese sueño.
Pero fue el gol de su vida. La imagen de su carrera. “los integrantes de la selección se compenetraban a la perfección, y sus cualidades se complementaban, siempre al servicio del equipo”, explica el director de orquesta del Burdeos. “No había nada oficializado, por supuesto, pero Michel Platini, con su poder de creación y de finalización, era el cerebro. Yo tenía la función equilibrante de suministración, mientras que Luis Fernández (en la Euro 84 y el Mundial 86) y Jean Tigana se centraban en la recuperación y la reactivación de las jugadas. En resumen, el mediocampo era un trabajo en cadena bien rodado, con Platini y Rocheteau en la conclusión”, analiza Giresse, que aun así no desea “vivir con el pasado”. 
Su excepcional desempeño en España le permitió terminar en la segunda posición de la clasificación del Ballon d'Or aquel año, detrás de Paolo Rossi. 1984 fue otro gran año para el “pequeño gran hombre”, campeón de Francia con su club el Girondis y también ganó la Eurocopa 1984 ante su público. “La selección francesa alcanzó entonces su plenitud. Primero se fijó el objetivo de la victoria, y después se logró”, cuenta Giresse. “Francia estuvo a la altura de su condición de favorita, y llegó hasta el final, a pesar de la presión de cinco partidos. El título de campeones de Europa sirvió para coronar cinco años, de 1981 a 1986, repletos de momentos fabulosos. Giresse comenta "A veces tengo nostalgia de ese periodo de juventud. Recuerdo que cuando me iba de Burdeos rumbo a París, antes de jugar en el Parque de los Príncipes con la selección, lo hacía convencido de la victoria”. 
Gigi disputó la Copa Mundial de 1986 en México, siempre en la organización, menos explosivo que en el 82 pero siempre pensante y sutil en la preparación de jugadas junto a Platini Tigana y Fernández fue considerado el mejor mediocampo del mundial y tuvo grandes victorías frente a la entonces campeona Italia 2-0 en octavos y ante el poderoso team brasileño 1-1 (por penales 5-4) en cuartos. Su último partido internacional fue en la semifinal de ese mundial contra Alemania, el 25 de junio de 1986, cayendo Francia 2-0. 

### Participaciones en Copas del Mundo
| Mundial              | Sede   | Resultado    |
| -------------------- | ------ | ------------ |
| Copa Mundial de 1982 | España | Cuarto lugar |
| Copa Mundial de 1986 | México | Tercer lugar |

### Participaciones en Eurocopas
| Eurocopa      | Sede    | Resultado |
| ------------- | ------- | --------- |
| Eurocopa 1984 | Francia | Campeón   |

## Carrera como entrenador
Giresse debutó como técnico en 1995, cuando era director deportivo del Toulouse FC y fue requerido para dirigir al equipo, en cuyo banquillo estaría tres temporadas, ascendiéndolo a la Ligue 1.
A mediados de 1998, se rumoreó su posible fichaje como seleccionador de Francia y también como entrenador del París Saint-Germain. Giresse optó por dar el salto al Parc des Princes, pero allí no obtuvo buenos resultados (el equipo sólo sumó 10 puntos en 8 jornadas de Liga) y fue destituido apenas unos meses después de su llegada.
Poco después, Giresse regresó al Toulouse FC. Aunque no pudo evitar el descenso del equipo a la Ligue 2, continuaría en la entidad para recuperar la categoría perdida, hasta su despido en octubre de 2000, a causa de un pobre comienzo de Liga (el Toulouse era colista, con 6 puntos en 10 partidos). De ahí pasó al FAR Rabat de Marruecos.
Tras tres años sin equipo, Giresse volvió a los banquillos, haciéndose cargo de la Selección de Georgia. En los años siguientes, también dirigió a los combinados nacionales de Gabón (al que clasificó para la Copa África 2010, llevándolo del 125.º al 40.º puesto en el ranking FIFA) y Malí (que fue tercera en la Copa África 2012).
En enero de 2013, firmó como nuevo seleccionador de Senegal. Obtuvo la clasificación para la Copa África, pero no pudo superar la fase de grupos, lo que provocó su renuncia al cargo ante las fuertes críticas recibidas.
En marzo de 2015, se convirtió en el seleccionador de Mali por segunda vez. Presentó la dimisión tras dos años y medio en el cargo, habiendo caído en la fase de grupos de la Copa África y sin poder clasificarse para la Copa Mundial de 2018.
En diciembre de 2018, tomó el mando de la selección de Túnez, a la que llevó a semifinales de la Copa África. En agosto de 2019, la Federación de Fútbol de Túnez anunció la resolución del contrato con el seleccionador.
En febrero de 2022, fue presentado como nuevo seleccionador de Kosovo. En junio de 2023, dejó su puesto "de común acuerdo" con la Federación de Fútbol de Kosovo.

## Clubes

### Como futbolista
| Club                   | País    | Año         |
| ---------------------- | ------- | ----------- |
| Girondins de Bordeaux  | Francia | 1970 - 1986 |
| Olympique de Marseille | Francia | 1986 - 1988 |

### Como entrenador
| Club                | País      | Año         |
| ------------------- | --------- | ----------- |
| Toulouse FC         | Francia   | 1995 - 1998 |
| París Saint-Germain | Francia   | 1998        |
| Toulouse FC         | Francia   | 1999 - 2000 |
| FAR Rabat           | Marruecos | 2001 - 2003 |
| Selección nacional  | Georgia   | 2004 - 2005 |
| Selección nacional  | Gabón     | 2006 - 2010 |
| Selección nacional  | Malí      | 2010 - 2012 |
| Selección nacional  | Senegal   | 2013 - 2015 |
| Selección nacional  | Malí      | 2015 - 2017 |
| Selección nacional  | Túnez     | 2018 - 2019 |
| Selección nacional  | Kosovo    | 2022 - 2023 |

## Palmarés

### Como futbolista

#### Campeonatos nacionales
| Título          | Club                  | País    | Año  |
| --------------- | --------------------- | ------- | ---- |
| Ligue 1         | Girondins de Bordeaux | Francia | 1984 |
| Ligue 1         | Girondins de Bordeaux | Francia | 1985 |
| Copa de Francia | Girondins de Bordeaux | Francia | 1986 |

#### Copas internacionales
| Título               | Club (*)           | País    | Año  |
| -------------------- | ------------------ | ------- | ---- |
| Eurocopa             | Selección francesa | Francia | 1984 |
| Copa Artemio Franchi | Selección francesa | Francia | 1985 |

(*) Incluyendo la selección

### Como entrenador

#### Campeonatos nacionales
| Título               | Club                | País      | Año  |
| -------------------- | ------------------- | --------- | ---- |
| Supercopa de Francia | París Saint-Germain | Francia   | 1998 |
| Copa del Trono       | FAR Rabat           | Marruecos | 2003 |